# Kojak (serie televisiva 2005)
Kojak è una serie televisiva statunitense in 10 episodi trasmessi per la prima volta nel corso di una sola stagione nel 2005. È il remake della serie Kojak (1973-1978, 118 episodi); in questo rifacimento il tenente Kojak è interpretato da Ving Rhames.
È una serie poliziesca incentrata sulle vicende di un tenente della polizia di New York, un abile detective in borghese con la testa rasata e un'affinità per il jazz, i bei vestiti e i lecca-lecca. La serie durò una sola stagione.

## Personaggi e interpreti

### Personaggi principali
- Tenente Theo Kojak (10 episodi, 2005), interpretato da Ving Rhames.
- Detective Bobby Crocker (10 episodi, 2005), interpretato da Michael Kelly.
- Detective Henry Mussina (10 episodi, 2005), interpretato da Chuck Shamata.
- Detective Emily Patterson (9 episodi, 2005), interpretato da Sybil Temtchine.

### Personaggi secondari
- ADA Carmen Warrick (6 episodi, 2005), interpretato da Roselyn Sánchez.
- Capitano Frank McNeil (5 episodi, 2005), interpretato da Chazz Palminteri.
- Ufficiale Tariq (4 episodi, 2005), interpretato da Black Child.
- Gene (4 episodi, 2005), interpretato da Gene Mack.
- Hector Desoto (3 episodi, 2005), interpretato da Michael A. Miranda.
- Diaz The King (3 episodi, 2005), interpretato da Emilio Rivera.
- Helen Tallmer (2 episodi, 2005), interpretato da Paula Boudreau.
- NYPD Lazzerio (2 episodi, 2005), interpretato da Alexandra Castillo.
- Kate McNeill (2 episodi, 2005), interpretato da Dana Delany.
- Piper (2 episodi, 2005), interpretato da Aidan Devine.
- Nancy Pastori (2 episodi, 2005), interpretato da Melissa DiMarco.
- Ron Tallmer (2 episodi, 2005), interpretato da Craig Eldridge.
- Jimmy Pastori (2 episodi, 2005), interpretato da Brian Frank.
- Munroe (2 episodi, 2005), interpretato da Carlos A. González.
- Jose (2 episodi, 2005), interpretato da Peter Graham.
- Dee Monroe (2 episodi, 2005), interpretato da Ingrid Hart.
- Heather Wagner (2 episodi, 2005), interpretato da Fiona Highet.
- Tommy Bale (2 episodi, 2005), interpretato da Noam Jenkins.
- Paulie Wagner (2 episodi, 2005), interpretato da Matthew Knight.
- Detective Walters (2 episodi, 2005), interpretato da Martin Roach.
- Jimmy 'Nails' Maguire (2 episodi, 2005), interpretato da Todd Sandomirsky.
- Otis Raines (2 episodi, 2005), interpretato da A.J. Saudin.
- Dottor Tony Lewis (2 episodi, 2005), interpretato da Robert Smith.
- Asst. Warden Taverite (2 episodi, 2005), interpretato da Rod Wilson.

## Produzione
La serie, ideata da Abby Mann, fu prodotta da Playa Inc. e girata a New York e a Toronto. Le musiche furono composte da Mark Snow.

### Registi
Tra i registi della serie sono accreditati:
- Colin Bucksey in 2 episodi (2005)
- Jerry Levine in 2 episodi (2005)
- Michael W. Watkins in 2 episodi (2005)

### Sceneggiatori
Tra gli sceneggiatori della serie sono accreditati:
- Abby Mann in 9 episodi (2005)
- Tony Piccirillo in 3 episodi (2005)

## Distribuzione
La serie fu trasmessa negli Stati Uniti dal 25 marzo 2005 al 22 maggio 2005 sulla rete televisiva USA Network. In Italia è stata trasmessa dal 3 settembre 2006 su Hallmark Channel con il titolo Kojak.
Alcune delle uscite internazionali sono state:
- negli Stati Uniti il 25 marzo 2005 (Kojak)
- in Francia il 10 settembre 2005
- in Spagna il 3 ottobre 2005
- nel Regno Unito il 1º novembre 2005
- in Ungheria il 3 novembre 2005 (Kojak)
- in Germania (Kojak)
- in Grecia (Kojak)
- in Italia (Kojak)

## Episodi
| Stagione       | Episodi | Prima TV USA |
| -------------- | ------- | ------------ |
| Prima stagione | 10      | 2005         |